# Paragigagnathus amantis
Paragigagnathus amantis är en spindeldjursart som först beskrevs av Chaudhri, Akbar och Rasool 1979.  Paragigagnathus amantis ingår i släktet Paragigagnathus och familjen Phytoseiidae. Inga underarter finns listade i Catalogue of Life.